# Philemon cockerelli
Philemon cockerelli là một loài chim trong họ Meliphagidae.